# Partit Progressista
El Partit Progressista fou una formació política a l'estat espanyol durant el segle xix, que adoptà aquest nom el 1836 com a oposició liberal extremista al règim de la regenta Maria Cristina de Borbó-Dues Sicílies, que després dels fets de la Granja el 12 d'agost del 1836 la va obligar a acceptar un govern liberal radical. Es va disgregar a poc a poc després de l'inici de la Restauració a Espanya el 1874.
Aquesta divisió entre exaltats, veinteañistas o progressistes i moderats, doceañistas, moderats o conservadors, va a caracteritzar el panorama ideològic del segle xix i xx a l'estat espanyol.
Els progressistes van ser partidaris de la milícia nacional, el jurat popular, la sobirania nacional, l'ampliació del sufragi censatari, de la desamortització dels béns del clergat i el laïcisme. Per la seva banda, els moderats s'oposen a això i són partidaris de la sobirania compartida, les bones relacions amb l'Església i la restricció del sufragi censatari.